# Vulnerabile (Nek)
Vulnerabile è un singolo del cantante pop italiano Nek, pubblicato il 25 gennaio 2011 dall'etichetta discografica Warner.
Il brano è stato scritto da Andrea Amati e Fabio Vaccaro e prodotto da Nek, Alfredo Cerruti e Dado Parisini ed è stato estratto come secondo singolo dalla raccolta E da qui - Greatest Hits 1992-2010.
Il video è uscito il 26 gennaio successivo.

## Tracce
1. Vulnerabile – 3:11
2. Vulnerable (versione spagnola) – 3:11